# Balzamski vratić
Balzamski vratić (velika plahtica, marijin list, zelje svete Marije, blažena metvica, kaloper, lat. Tanacetum balsamita, sin. Balsamita major), mirisna korisna trajnica iz porodice glavočika.
Danas raste po mnogim krajevima svijeta uključujući i Hrvatsku.

## Vanjske poveznice
|  | Zajednički poslužitelj ima još gradiva o temi Tanacetum balsamita |
|  | Wikivrste imaju podatke o taksonu Tanacetum balsamita             |